# Billet de 20 dollars américains
Recto
Verso
Le billet de 20 dollars est un billet de banque d'une valeur de vingt dollars actuellement en circulation aux États-Unis. 
Le verso du billet est à l'effigie de l'ancien président américain Andrew Jackson depuis 1928 (le plus récent design date de 2003).

## Historique

### Projet de Harriet Tubman (depuis 2016)
Le 20 avril 2016, le président démocrate Barack Obama annonce que Harriet Tubman figurera sur un nouveau billet de 20 dollars à partir de 2020, date du 100e anniversaire du droit de vote féminin,.
Cependant, en septembre 2017, l'administration de son successeur Donald Trump remet en question cette décision. Le secrétaire au Trésor Steven Mnuchin indique d'une part : « Pour le moment, nous avons des sujets bien plus importants sur lesquels travailler » ; d'autre part, Donald Trump, admirateur du président Andrew Jackson, qui figure actuellement sur les billets de 20 dollars, avait durant sa campagne présidentielle manifesté son opposition à son retrait. Le 21 mai 2020, Donald Trump repousse le nouveau billet de 20$, avec l'effigie d'Harriet Tubman, en 2028.
L'arrivée au pouvoir de l'administration démocrate de Joe Biden relance le projet,. Le 25 janvier 2021, la porte-parole de la Maison-Blanche Jen Psaki déclare :

« The Treasury Department is taking steps to resume efforts to put Harriet Tubman on the front of the new 20-dollar notes.  It’s important that our notes — our money, if people don’t know what a note is — reflect the history and diversity of our country, and Harriet Tubman’s image gracing the new 20-dollar note would certainly reflect that. So we’re exploring ways to speed up that effort, but any specifics would of course come from the Department of Treasury.

en français : « Le département du Trésor prend des mesures pour reprendre ses efforts pour insérer Harriet Tubman sur le recto des nouveaux billets de 20 dollars. Il est important que nos billets - notre argent, si des personnes ne savent pas ce qu’est un billet - reflètent l’histoire et la diversité de notre pays, et l’image de Harriet Tubman ornant le nouveau billet de 20 dollars le refléterait de façon évidente. Nous explorons donc des possibilités pour accélérer cet effort, mais les détails proviendront évidemment du département du Trésor. » »